# Anopheles macmahoni
Anopheles macmahoni är en tvåvingeart som beskrevs av Evans 1936. Anopheles macmahoni ingår i släktet Anopheles och familjen stickmyggor. Inga underarter finns listade i Catalogue of Life.